# Explorer 10
Explorer 10 war ein Satellit der US-amerikanischen Weltraumbehörde NASA im Rahmen des Explorer-Programmes. Ziel der Mission waren Untersuchungen des Erdmagnetfeldes und der solaren Korpuskularstrahlung. Explorer 10 wurde dazu auf eine hochelliptische Umlaufbahn gebracht und war spinstabilisiert.
Ausgelegt war der Satellit aufgrund der Stromversorgung durch Batterien auf eine Lebensdauer von nur 52 Stunden. Während der gesamten Mission sendete er Daten. Die letzten Informationen wurden aus einer Entfernung von 42,3 Erdradien gesendet. Er war der erste Satellit, der die Schockwelle einer Sonneneruption messen konnte.